# Viola glechomoides
Viola glechomoides là một loài thực vật có hoa trong họ Hoa tím. Loài này được Leyb. miêu tả khoa học đầu tiên.